# فلوريان جراف
فلوريان جراف (بالألمانية: Florian Graf)‏ هو ضابط الجمارك ‏ ألماني، ولد في 24 يوليو 1988 في فرايونغ في ألمانيا.

## وصلات خارجية
- الموقع الرسمي
- فلوريان جراف على موقع IBU (الإنجليزية)